# Municipio de Billings (Míchigan)
El municipio de Billings (en inglés: Billings Township) es un municipio ubicado en el condado de Gladwin en el estado estadounidense de Míchigan. En el año 2010 tenía una población de 2416 habitantes y una densidad poblacional de 40,22 personas por km².

## Geografía
El municipio de Billings se encuentra ubicado en las coordenadas 43°52′4″N 84°19′32″O / 43.86778, -84.32556. Según la Oficina del Censo de los Estados Unidos, el municipio tiene una superficie total de 60.07 km², de la cual 55.83 km² corresponden a tierra firme y (7.06%) 4.24 km² es agua.

## Demografía
Según el censo de 2010, había 2416 personas residiendo en el municipio de Billings. La densidad de población era de 40,22 hab./km². De los 2416 habitantes, el municipio de Billings estaba compuesto por el 97.14% blancos, el 0.54% eran afroamericanos, el 0.75% eran amerindios, el 0.33% eran asiáticos, el 0.04% eran isleños del Pacífico, el 0.21% eran de otras razas y el 0.99% pertenecían a dos o más razas. Del total de la población el 1.32% eran hispanos o latinos de cualquier raza.